# Guerres romano-volsques
Les guerres romano-volsques de la première moitié du IVe siècle av. J.-C. sont une série de conflits opposant la République romaine aux Volsques, un ancien peuple italique.
La migration des Volsques et des Èques au cours du Ve siècle av. J.-C. vers le sud du Latium provoque des conflits avec les habitants de cette région, les Latins et Rome, la cité-État dominante de la région. À la fin du Ve siècle av. J.-C., les Volsques sont de plus sur la défensive. Ils sont soumis par Rome tout au long du IVe siècle av. J.-C. et définitivement incorporés dans la République romaine à la fin des guerres samnites.
Les historiens antiques et notamment Tite-Live leur consacrent une grande partie de leurs récits des évènements militaires romains pour les Ve et IVe siècles, mais l'exactitude de tous les faits rapportés par les annalistes antiques est remise en question par les historiens modernes.

## La migration des peuples sabelliens auVesiècleav. J.-C.
À partir de la fin du VIe siècle av. J.-C. et pendant le Ve siècle av. J.-C., les Volsques et les Èques, deux peuples liés, envahissent le Latium lors de la migration plus générale des peuples sabelliens qui quittent les Apennins pour s'installer dans les plaines d'Italie.
Plusieurs communautés latines périphériques semblent submergées et, en partie en réponse à cette agression des peuples sabelliens, les Latins se lient par le fœdus Cassianum, vers 493 av. J.-C. selon la tradition antique. Il s'agit d'une alliance militaire conclue entre la Ligue Latine et Rome. Quelques années plus tard, en 486 av. J.-C. selon la tradition antique, les Herniques, pris en étau entre les Volsques et les Èques, ratifient un traité similaire avec Rome et les Latins.
Les sources antiques montrent Rome et les Latins lutter contre les Volsques ou les Èques presque chaque année pendant toute la première moitié du Ve siècle av. J.-C. Ce conflit presque permanent est plutôt dominé par des raids, des pillages et des escarmouches plutôt que par les batailles décrites par les auteurs antiques.
Au cours de la deuxième moitié du Ve siècle av. J.-C., les Romains et les Latins semblent avoir endigué le flot volsque et èque. Les sources notent la fondation de plusieurs colonies romano-latines à cette époque et les mentions de guerres contre les Èques et les Volsques deviennent moins fréquentes.

## Les guerres romano-volsques de 389 à 367

### Contexte
En 390 selon la chronologie traditionnelle romaine, un raid gaulois, mené par le chef sénon Brennus, vainc l'armée romaine à la bataille de l'Allia puis met à sac Rome,.
La République romaine détient un territoire autour de Rome ainsi que les terres de Véies,. Des tribus romaines y sont créées en 389 av. J.-C. selon Tite-Live. La Ligue latine s'étend au sud de Rome et les Herniques sont installés dans la vallée du Tolerum. Des colonies romano-latines ont été déduites à Velitrae et à Circeii, où la population comprend aussi de nombreux natifs volsques.
Le territoire des Volsques, dont la capitale est Antium au bord de la mer Tyrrhénienne, s'étend des marais pontins au sud des villes latines jusqu'à la haute et moyenne vallée du Liris à l'est.
- Étrusques
- Falisques ennemis de Rome
- Falisques alliés à Rome avec garnison romaine
- Romains
- Colonie romano-latine peuplée majoritairement de Volsques
- Colonie romano-latine
- Latins neutres
- Latins en guerre contre Rome entre 390 et 377[N 1]
- Èques
- Herniques
- Volsques
- Cité volsque ou aurunce (ou samnite pour Atina)
- Peuples neutres : Ombriens, Sabins, Vestins, Marses, Péligniens et Aurunces

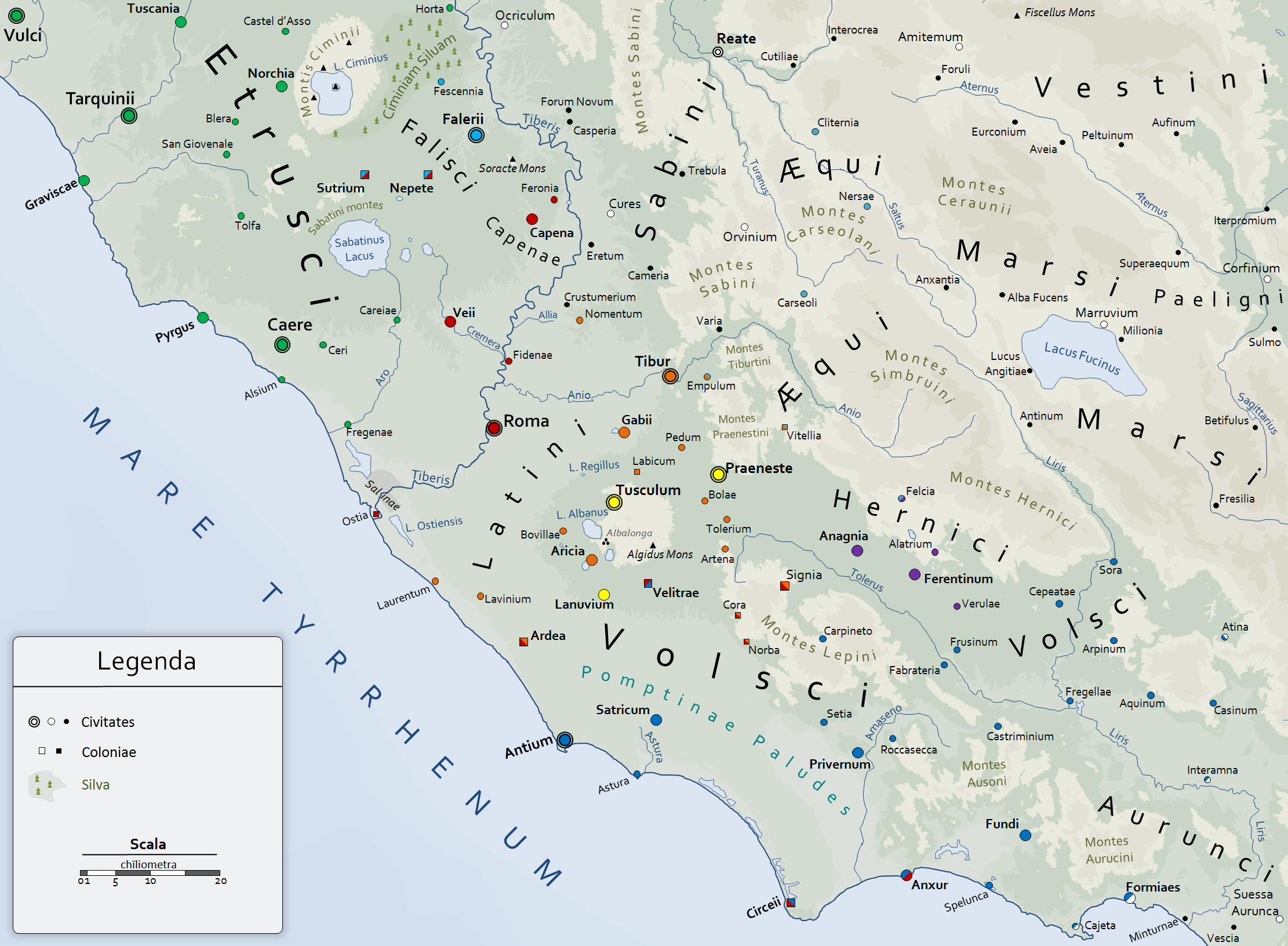
Carte du Latium au lendemain du sac de Rome de 390.
Légende des couleurs des cités et des colonies :

Les sources antiques rapportent que l'année qui suit le sac de Rome, les Étrusques, mais aussi les Volsques et les Èques, lèvent des armées pour porter le coup fatal à Rome, tandis que les Latins et les Herniques font défection et abandonnent leur alliance avec Rome,,,.

### La bataille au lieu-dit «près deMaecium» en 389

#### Le récit des auteurs antiques

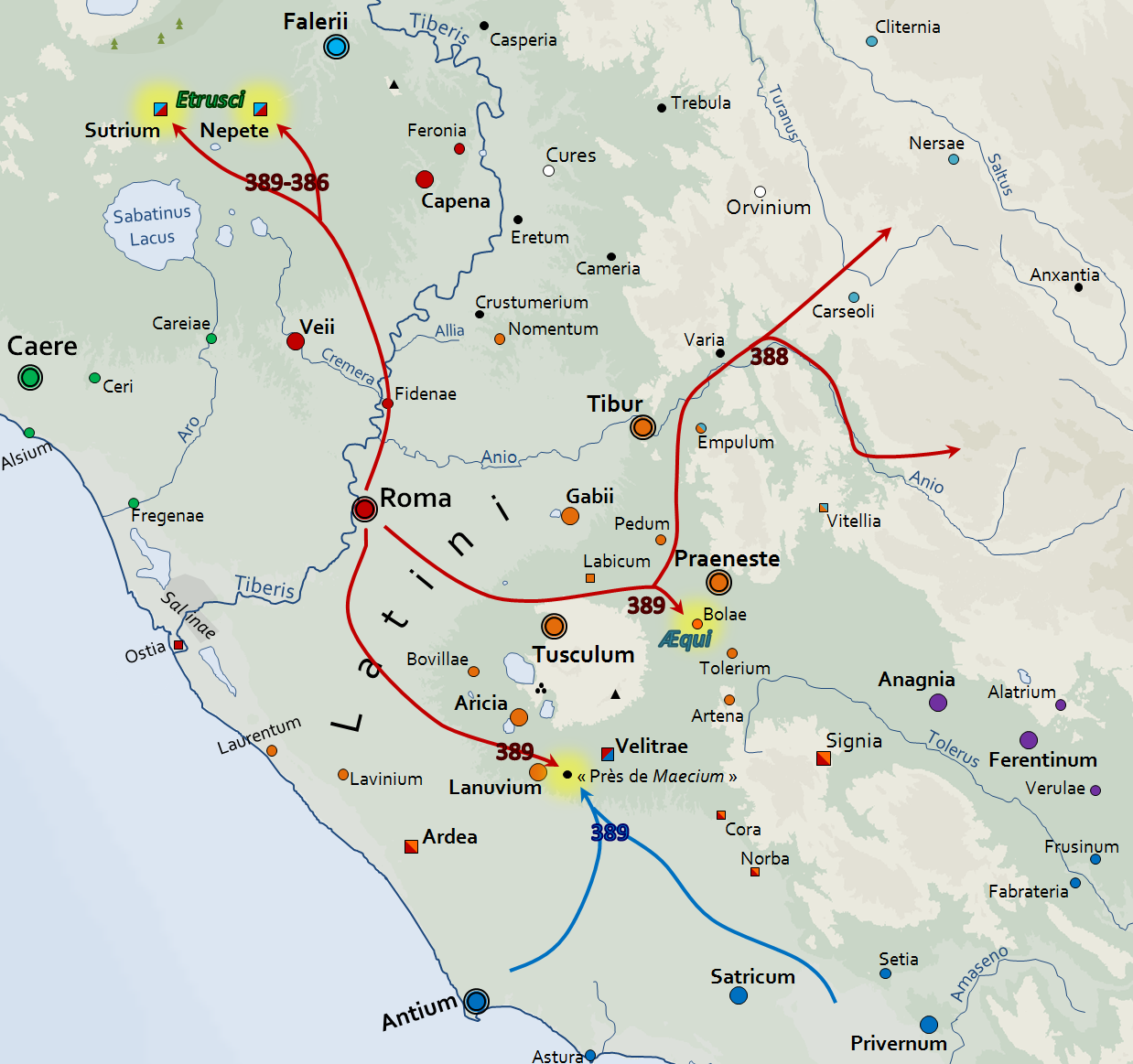
Les opérations militaires entre Rome et les Volsques en 389 d'après le récit des auteurs antiques.

Tite-Live, Plutarque et Diodore de Sicile fournissent des récits à peu près semblables pour la campagne romaine de 389 contre les Volsques, les écrits de Plutarque étant les plus détaillés.
Selon ce dernier et Diodore de Sicile, les tribuns militaires à pouvoir consulaire partent en campagne et construisent un camp près du mont Marcius, mais ce camp est attaqué et assiégé par les Volsques,. Pour faire face aux nombreux ennemis de Rome, les consuls nomment Marcus Furius Camillus dictateur,,.
Selon Plutarque, Camille lève une nouvelle armée, qui comprend notamment des hommes étant normalement considérés comme trop âgés pour le service militaire. Il échappe avec son armée à la vigilance des Volsques, contourne le mont Marcius et prend à revers l'armée volsque tout en faisant connaître sa présence par des feux aux Romains assiégés. Ces derniers préparent une sortie et les Volsques, plutôt que d'être attaqués sur deux côtés, se retranchent dans leur propre camp et se barricadent. Sachant qu'un fort vent souffle vers le bas de la montagne au lever du soleil, Camille ordonne à une partie de ses forces d'attaquer à l'opposé pour faire diversion. Il met le feu au camp volsque qui, aidé par le vent, se propage. La plupart des Volsques périt, soit dans l'incendie, soit dans une contre-attaque désespérée.
Selon Diodore de Sicile, Camille marche de nuit avec son armée et prend les Volsques à revers à l'aube lorsqu'ils attaquent le camp des tribuns consulaires. Pris en étau, les Volsques sont vaincus.
Selon Tite-Live, qui ne mentionne par les difficultés initiales des tribuns consulaires, la nouvelle de la nomination de Camille comme dictateur pour lutter contre les Volsques leur suffit pour qu'ils se barricadent dans leur camp au lieu-dit « près de Maecium », à proximité de Lanuvium. Camille fait mettre le feu aux barricades, jetant l'armée des Volsques dans une telle confusion que lorsque les Romains prennent d'assaut le camp, ils n'ont aucune difficulté à les mettre en déroute.
Camille ravage ensuite le territoire des Volsques jusqu'à ce qu'ils se rendent,.
Les sources antiques racontent ensuite comment Camille remporte de grandes victoires, d'abord contre les Èques puis contre les Étrusques à Sutrium. Tite-Live fournit également une description de la quantité du butin amassé. Après avoir remporté trois guerres simultanées, Camille revient à Rome en triomphe. Les nombreux prisonniers capturés dans la guerre contre les Étrusques sont publiquement vendus, puis une partie de l'or est cédée à des matrones romaines en compensation de leurs contributions pour réunir la rançon gauloise lors du sac de Rome. Il reste assez d'or pour remplir trois coupes où est inscrit le nom de Camille et qui sont placées dans le temple de Jupiter Optimus Maximus aux pieds de la statue de Junon.

#### L'avis des historiens modernes
Les nombreuses similitudes entre les récits de la campagne de 389 et celle à venir de 386, dans laquelle on retrouve Camille commandant, la défaite des Volsques et la venue en aide à Sutrium, poussent de nombreux auteurs modernes à considérer celles-ci comme doublons l'une de l'autre.
C'est le point de vue adopté par Karl Julius Beloch, auteur du XIXe et début XXe connu pour son étude critique des sources gréco-romaines. Il juge que le sac de Rome a un effet désastreux à long terme sur la fortune de Rome et, par conséquent, que les victoires éclatantes de Camille contre les Étrusques et les Volsques si tôt après le sac de Rome peuvent être considérées comme des inventions visant à minimiser l'ampleur de la défaite romaine de 390. Différents auteurs postérieurs ont ensuite traité ces victoires inventées de manière différente avec des détails secondaires qui ne sont pas les mêmes, jusqu'à ce que dans les écrits de Tite-Live, ces deux campagnes apparaissent comme distinctes.
Au contraire, plus récemment, Tim J. Cornell estime que le sac gaulois est un revers pour Rome mais que la République récupère rapidement et voit dans les victoires romaines la poursuite d'une politique expansionniste agressive. Les récits des victoires sont exagérés et édulcorés, certains évènements dupliqués, mais ils décrivent essentiellement des évènements bel et bien historiques qui s'inscrivent dans le développement de Rome. Bien que le rôle de Camille soit exagéré, la fréquence à laquelle on le retrouve aux plus hautes fonctions témoigne de son importance politique et militaire à Rome à cette époque.
Stephen P. Oakley considère qu'une victoire romaine contre les Volsques en 389 est historique. Les trois sources survivantes mentionnant cette bataille semblent s'être appuyées sur une tradition commune, les auteurs rapportant les mêmes faits à quelques détails près. Cette hypothèse est renforcée par le fait que les récits de Tite-Live et de Plutarque sont très similaires pour les combats à Sutrium plus tard dans la même année. Toutefois, les documents historiques originaux ne doivent probablement rapporter qu'une victoire romaine contre les Volsques au lieu-dit « près de Maecium », et tous les autres détails sont des inventions postérieures. À l'exception du remboursement de l'or aux matrones, la description du triomphe de Camille cette année-là est peut-être basée sur des informations authentiques, ce qui confirmerait l'historicité de la bataille. En tout cas, une victoire contre les Volsques en 389 ouvre la région des marais pontins pour d'autres incursions romaines.
Gary Forsythe adopte un point de vue plus sceptique. Il estime que seule la dédicace à Junon des trois coupes d'or par Camille est historique. Pour le reste, les auteurs antiques ont inventé une série de victoires éclatantes contre les ennemis traditionnels de Rome à l'époque de Camille, les Étrusques, les Volsques et les Èques, et datent cette série de l'année suivant le sac lorsque Rome est censée être faible et assaillie par des ennemis de toutes parts.

### Visées romaines sur les marais Pontins en 388-385
Jusqu'au développement de Latina dans les temps modernes, le sud-est du Latium est recouvert par les marais Pontins. Entre ces marais et les monts Lepini, il y a une zone de terres sèches, l’ager Pomptinus. La région pontine est le théâtre de la plupart des combats opposant les Romains et les Volsques pendant les décennies 380 et 370.

#### Le récit des auteurs antiques
Tite-Live est notre seule source pour ces années-là. Selon lui, en 388, les tribuns de la plèbe proposent de partager le territoire pontin, mais le projet rencontre peu de soutien de la part de la plèbe.
En 387, Lucius Sicinius, tribun lui aussi, soulève à nouveau la question du territoire pontin. Cependant, lorsque les nouvelles annonçant que l'Étrurie est en armes parviennent à Rome, le sujet est oublié. Les Antiates envahissent la région pontine l'année suivante et il est signalé à Rome que des cités latines ont envoyé des soldats pour les aider. Les Romains élisent Camille parmi les six tribuns consulaires en prévision d'une guerre contre les Étrusques. Il prend en main les affaires de l'État comme s'il était dictateur, choisit l'un des autres tribuns, Publius Valerius Potitus Publicola, comme collègue dans la guerre contre les Volsques et donnent comme tâche aux quatre autres tribuns de défendre et de gouverner la ville.

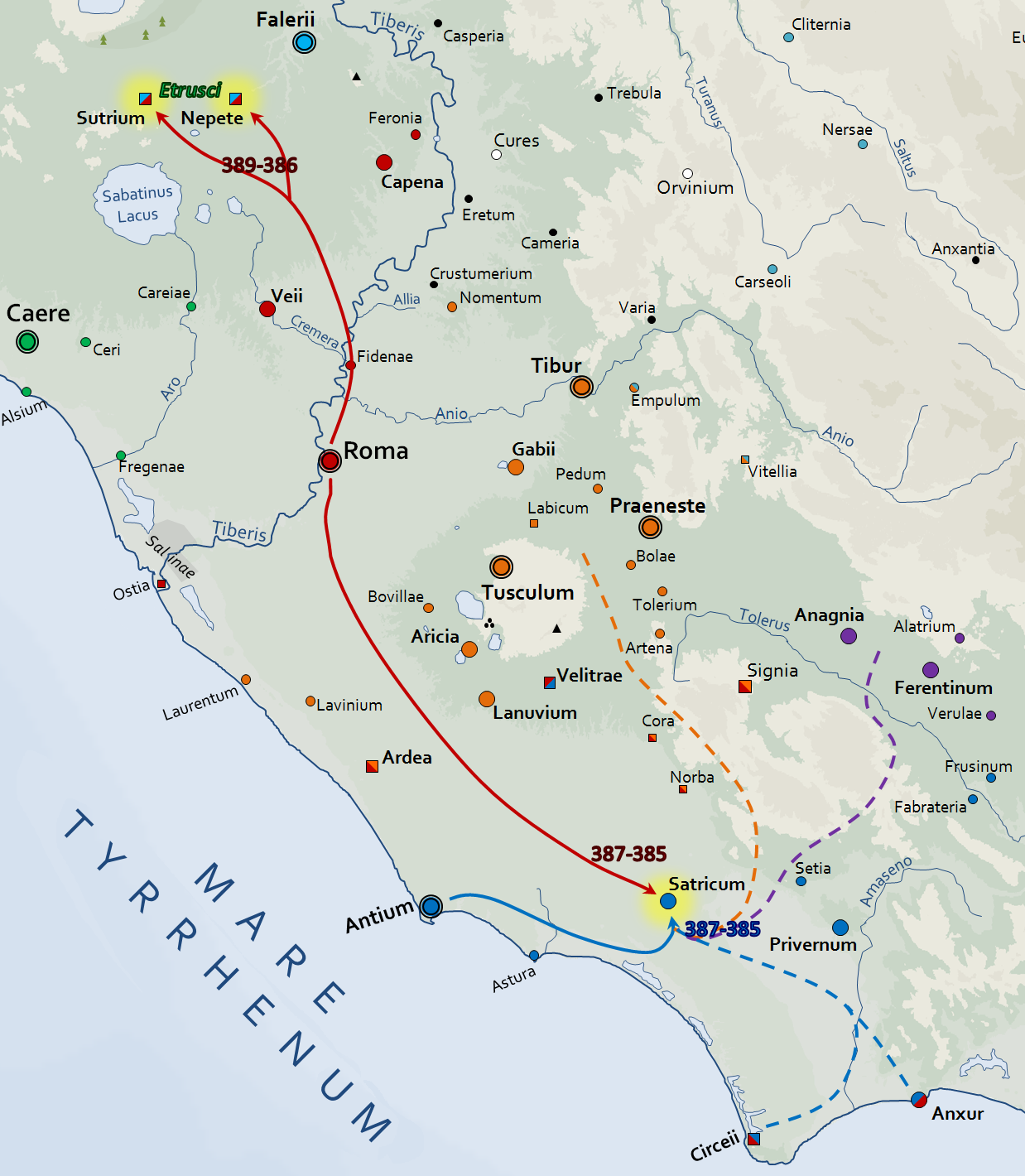
Les opérations militaires entre Rome et les Volsques en 387-385 d'après le récit des auteurs antiques.

Camille et Valerius rencontrent les Antiates à Satricum. En plus des Volsques, les Antiates ont avec eux un grand nombre de Latins et d'Herniques. Au début, les Romains sont intimidés par la taille et la composition de l'armée antiate, mais après un discours enflammé de Camille, les soldats romains chargent l'ennemi. Les Volsques sont mis en déroute et un grand nombre est abattu lors de leur fuite jusqu'à ce qu'un orage mette fin aux combats. Les Latins et les Herniques abandonnent alors les Volsques qui trouvent refuge dans Satricum. Camille commence un siège en règle de la cité, mais comme des sorties volsques perturbent la construction de ses travaux de siège, il change de tactique et prend la ville d'assaut. Laissant à Valerius le commandement de l'armée, Camille revient à Rome pour exhorter le Sénat à poursuivre la guerre et à attaquer Antium, la capitale des Volsques. Cependant, des nouvelles arrivent rapportant que les Étrusques attaquent les bastions de la frontière tels que Nepete et Sutrium. Il est finalement décidé que Camille et Valerius prennent le commandement d'une nouvelle armée levée à Rome pour combattre les Étrusques.
Les tribuns consulaires Lucius Quinctius Cincinnatus Capitolinus et Lucius Horatius Pulvillus de l'an 386 sont envoyés poursuivre la guerre contre les Volsques. Tite-Live décrit ensuite comment Camille vainc les Étrusques à Sutrium et Nepete.
En 385, Aulus Cornelius Cossus est nommé dictateur avec Titus Quinctius Capitolinus comme maître de cavalerie, sous prétexte de faire face à la guerre contre les Volsques et à la défection des Latins et des Herniques, mais la vraie raison sont les troubles intérieurs provoqués par Marcus Manlius Capitolinus. Le dictateur marche avec son armée sur le territoire pontin après avoir appris qu'il est envahi par les Volsques.
L'armée volsque est complétée par des contingents latins et herniques ainsi que par des éléments venant des colonies romano-latines de Circeii et de Velitrae. Cornelius ordonne à son armée de tenir la charge ennemie. Les Romains tiennent fermement leur position et lorsque la cavalerie menée par Quinctius prend à revers l'armée volsque, la panique s'empare des ennemis. Les Volsques prennent la fuite et leur camp est capturé. Cornelius reverse tout le butin, sauf les prisonniers, à ses soldats. De retour à Rome, Cornelius Cossus célèbre son triomphe sur les Volsques. Satricum est colonisée avec 2 000 citoyens romains, chacun recevant deux arpents et demi de terre.
Selon Diodore de Sicile, en 386, les Romains envoient 500 colons en Sardaigne. Cela peut être une référence à la colonisation de Satricum, le nom ayant pu être corrompu par Diodore ou son copiste, mais cette colonisation de la Sardaigne est parfois considérée comme historique.

#### L'avis des historiens modernes
Karl Julius Beloch rejette le récit antique de la campagne de 386 qu'il considère comme une duplication de celle de 389, elle-même inventée, et des évènements de 385 car ils dépendent de la victoire à Satricum de Camille l'année précédente. Plus récemment, Tim J. Cornell, Stephen P. Oakley et Gary Forsythe choisissent plutôt d'interpréter ces évènements dans le cadre d'une politique d'expansion romaine pour prendre le contrôle de la région pontine. Ce qui expliquerait que les combats se déroulent à Satricum et à Antium plutôt que sur le territoire romain,,.
L'endettement est un problème persistant à Rome à cette époque et le mode privilégié d'allégement de la dette est l'attribution de terres, ce qui fournit une motivation pour l'expansion romaine dans la région pontine. Les sources, cependant, mentionnent de nombreuses propositions de lois agraires pour partager les terres publiques, certaines pouvant être non historiques. Les Sicinii sont des chefs plébéiens mis en avant lors des luttes politiques, mais on ignore sur quelles bases historiques cela s'appuie. Le tribun de la plèbe de 387, Lucius Sicinius, est par ailleurs inconnu et peut être une invention.
Velitrae et Circeii sont colonisées par Rome et les Latins respectivement en 401 et 393, mais celles-ci n'ont peut-être reçu qu'une garnison. En 385, les Volsques natifs ont pu en reprendre le contrôle, mais il est également possible que les colons romains et latins se soient retournés contre Rome. Ces deux colonies, plus qu'aucune autre ville latine, se sont probablement senties vulnérables face à la politique agressive de Rome dans la région pontine.

### Les Volsques unissent leurs forces aux Latins (383-381)

#### Le récit des auteurs antiques
Tite-Live rapporte qu'en 383, Lanuvium, une cité latine jusque-là restée fidèle à Rome, se révolte et rejoint les Volsques et les colonies de Circeii et de Velitrae dans leur guerre contre Rome. Cette dernière nomme des commissaires pour partager le territoire pontin et déduire une colonie à Nepete. Cependant, cette année-là, la peste sévit à Rome et aucune campagne militaire n'est lancée. Parmi les colons révoltés, certains sont favorables à un rapprochement avec Rome, mais la majorité s'y oppose et un raid lancé en territoire romain met fin à toute discussion de paix.

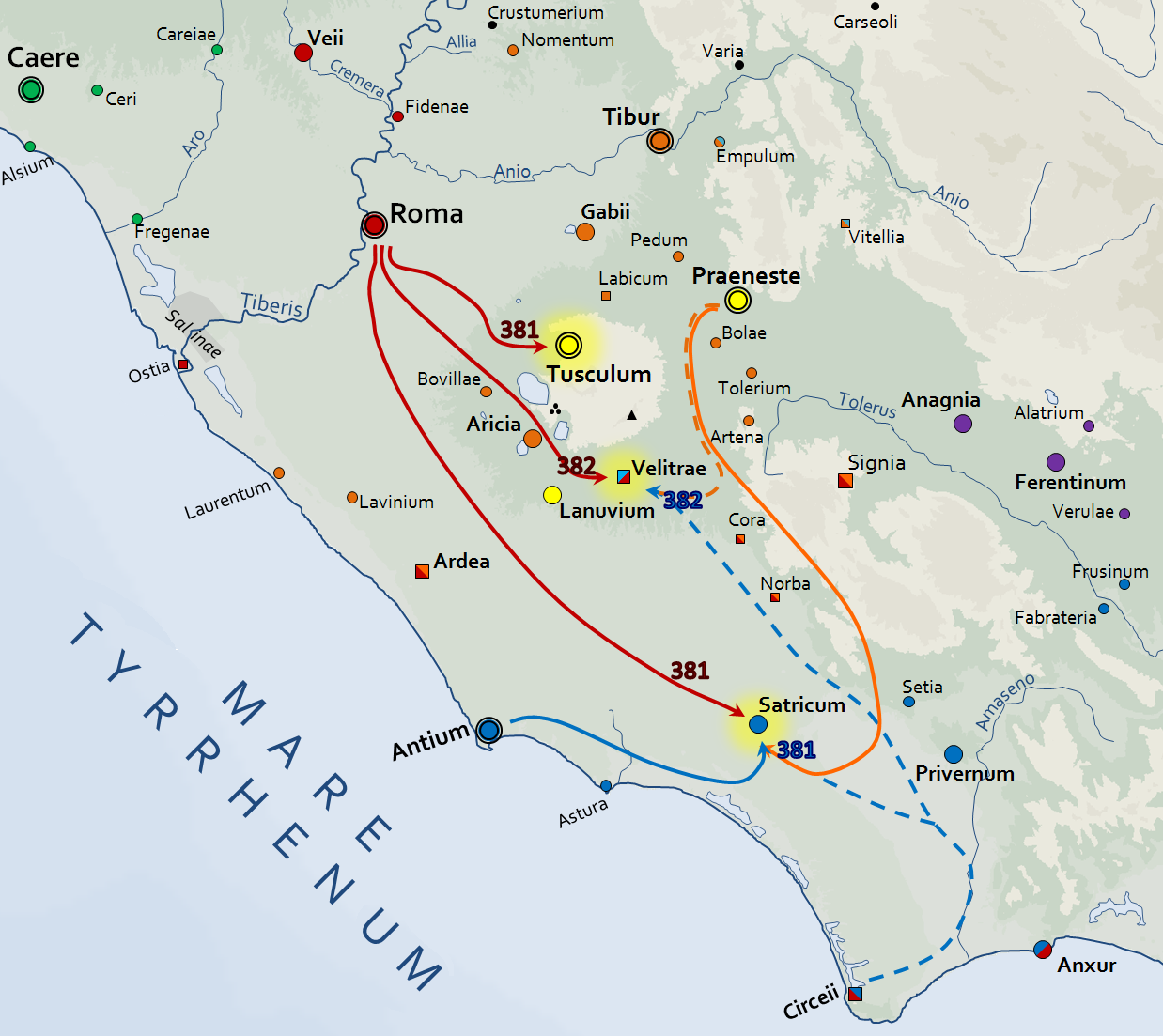
Les opérations militaires entre Rome et les Volsques en 382-381 d'après le récit des auteurs antiques.

En 382, les tribuns consulaires Lucius Papirius Mugillanus et Spurius Papirius Crassus marchent contre Velitrae, laissant leurs quatre collègues assurer la défense de Rome. Les Romains vainquent l'armée de Velitrae qui apparaît comprendre de nombreux auxiliaires de Préneste. Les tribuns s'abstiennent de prendre d'assaut la colonie, doutant du succès de l'entreprise et ne voulant pas détruire la ville. À la suite du rapport des tribuns au sujet des auxiliaires, Rome déclare la guerre à Préneste. Selon Velleius Paterculus, cette année, les Romains fondent une colonie à Setia.
Tite-Live et Plutarque fournissent des récits parallèles pour 381. Cette année, les Volsques et les Prénestins unissent leurs forces et, selon Tite-Live, prennent d'assaut avec succès la colonie romaine de Satricum. En réponse, les Romains élisent Marcus Furius Camillus comme tribun consulaire pour la sixième fois. Camille se voit confier la guerre contre les Volsques par un décret sénatorial spécial. Son collègue Lucius Furius Medullinus Fussus est choisi par tirage au sort pour le seconder dans cette entreprise,. Il y a quelques différences entre Tite-Live et Plutarque dans le récit de la campagne qui suit.
Selon Tite-Live, les tribuns marchent sur Satricum avec une armée de quatre légions de 4 000 hommes chacune. À Satricum, ils rencontrent une armée considérablement supérieure et prête au combat. Camille refuse toutefois d'engager le combat avec l'ennemi, cherchant plutôt à prolonger la guerre. Cela exaspère son collègue qui affirme que Camille est trop vieux et trop lent et il convainc l'armée de le suivre. Alors que son collègue se prépare pour la bataille, Camille forme une forte réserve et attend l'issue des combats. Les Volsques commencent à se retirer peu après le début de la bataille et, comme ils l'ont prévu, les Romains sont entraînés à leur poursuite vers le camp volsque, placé sur une hauteur. Plusieurs cohortes volsques placées en réserve rejoignent la bataille et les Romains, en contrebas dans un combat acharné contre des forces supérieures, commencent à fuir. Camille intervient avec sa réserve pour soutenir l'armée romaine et ramener les fuyards au combat. Alors que l'infanterie semble hésiter, Furius Medullinus fait mettre à terre les cavaliers et attaque les Volsques à pied. Ces derniers sont finalement vaincus et s'enfuient, laissant le camp aux Romains victorieux. Un grand nombre de Volsques a été tué et la plupart des survivants sont faits prisonniers.
Selon Plutarque, Camille malade attend au camp tandis que son collègue attaque l'ennemi. Quand il apprend que les Romains sont mis en déroute, il rallie les soldats et stoppe la progression des Volsques. Le deuxième jour, il prend le commandement des forces romaines, défait les Volsques dans une bataille et s'empare de leur camp.
Camille apprend ensuite que Sutrium au nord est tombée aux mains des Étrusques et que les colons romains ont été massacrés. Il envoie le gros de ses troupes à Rome, tandis que lui et quelques contingents tombent sur les Étrusques et les chassent de Sutrium,. Rome annexe ensuite la ville latine de Tusculum.

#### L'avis des historiens modernes
De toutes les vieilles villes latines, Lanuvium est la plus proche de la plaine pontine, il n'est donc pas surprenant qu'elle puisse avoir rejoint la lutte contre Rome. Bien que les détails fournis par Tite-Live pour la campagne de 382 sont plausibles, les documents originaux se sont probablement contentés de rapporter l'existence de combats contre Préneste et Velitrae.
Sur les deux versions de la victoire de Camille près de Satricum en 381, le récit de Plutarque est peut-être plus proche des annalistes antérieurs que celui de Tite-Live. Tite-Live présente notamment une plus noble image de Camille que Plutarque et condense tous les évènements en une seule journée plutôt que deux
Que les Prénestins rejoignent les Volsques à Satricum et qu'ils soient battus par Camille est assez crédible, mais la grande majorité des détails entourant la bataille, y compris la querelle supposée entre Camille et Furius Medullinus, sont aujourd'hui considérés comme des inventions postérieures. Surtout, l'ampleur de la bataille et de la victoire romaine semblent grandement exagérées.

### Défaite d'Antium et de Satricum 380-377

#### Le récit des auteurs antiques
| Velitrae · Satricum · Antium                  |
| Localisation de Velitrae, Satricum et Antium. |
| Velitrae · Satricum · Antium                  |

Tite-Live est notre unique source pour ces prochaines années. Il rapporte qu'en 380 les Romains prennent d'assaut Velitrae, mais que l'évènement principal de l'année est la campagne réussie du dictateur Titus Quinctius Cincinnatus Capitolinus contre Préneste qui est contrainte de demander la paix.
En 379, les Romains assignent le commandement de la guerre contre les Volsques aux tribuns consulaires Caius et Publius Manlius Capitolinus en raison de leur haute naissance et de leur popularité, mais cela s'avère être une erreur. Les commandants romains envoient leurs fourrageurs sans les faire précéder d'éclaireurs et les deux frères sont ensuite piégés dans une embuscade alors qu'ils tentent de venir au secours d'un groupe de fourrageurs soi-disant encerclés. Les Volsques attaquent aussi le camp romain. À Rome, il est d'abord décidé de nommer un dictateur, mais quand les Romains réalisent que les Volsques n'ont pas l'intention d'exploiter leur victoire, ils décident de rappeler leur armée du territoire volsque. De nouveaux colons sont également envoyés pour renforcer Setia.
L'année suivante, en 378, les Volsques ravagent le territoire romain de toute part. À Rome, les tribuns de la plèbe obstruent d'abord l'enrôlement des troupes jusqu'à ce que les patriciens acceptent qu'aucun tribut de guerre ne soit payé jusqu'à ce que la guerre soit terminée et qu'aucune accusation contre les débiteurs ne donne suite. Les Romains divisent leurs forces en deux armées. L'une est commandée par les tribuns consulaires Spurius Furius Medullinus et Marcus Horatius Pulvillus et marche sur Antium et la zone côtière. L'autre est placée sous le commandement de Quintus Servilius Fidenas et Lucius Geganius Macerinus et se dirige vers Ecetra et les montagnes. Les Romains commencent par ravager la campagne volsque, espérant contraindre l'ennemi à la bataille. Après avoir détruit plusieurs villages éloignés et une bonne partie de la récolte, les deux armées retournent à Rome avec leur butin.
Selon Tite-Live, en 377, les Volsques et les Latins unissent leurs forces à Satricum. L'armée romaine commandée par les tribuns Publius Valerius Potitus Publicola, le même que celui qui avait commandé avec Camille contre les Volsques en 386, et Lucius Aemilius Mamercinus, marche contre eux. La bataille qui s'ensuit est interrompue le premier jour par un orage. Le deuxième jour, les Latins résistent aux Romains pendant un certain temps, étant familiers de la tactique romaine, mais une charge de cavalerie perturbe leurs rangs et, suivie d'une nouvelle attaque de l’infanterie, ils sont mis en déroute. Les Volsques et les Latins reculent d'abord jusqu'à Satricum puis à Antium. Les Romains les poursuivent, mais ne peuvent assiéger Antium faute d'équipement de siège. Après un débat houleux pour décider s'il est nécessaire ou non de continuer la guerre contre Rome, les forces latines partent et les Antiates capitulent et abandonnent leur ville aux Romains. Dans leur fureur, les Latins mettent le feu à Satricum et la cité entière brûle à l'exception du temple de Mater Matuta, une voix venant du temple menaçant d'un châtiment terrible si le feu ne se tient pas à l'écart du sanctuaire sacré.

#### L'avis des historiens modernes
Mettre le blâme sur les commandants plutôt que sur les soldats pour expliquer une défaite, comme Tite-Live le fait dans sa description de la défaite romaine de 379, est un thème récurrent dans ses écrits. Le traitement sommaire de Tite-Live de la campagne de l'année 378 suggère qu'il n'y a pas eu de grands succès romains cette année-là. Fréquemment mentionnée dans les guerres volsques du Ve siècle av. J.-C., Ecetra apparaît ici pour la dernière fois dans l'histoire traditionnelle. Les historiens modernes ne sont pas en mesure de déterminer l'emplacement exact de cette ville volsque, parfois assimilée à Artena.
Mater Matuta est une divinité liée à la lumière du petit matin, le temple de Satricum est le centre principal de son culte. Tite-Live note aussi un autre incendie de Satricum à l'exception du temple de Mater Matuta en l'an 346, mais cette fois-ci l'incendie est déclenché par les Romains. Les historiens modernes s'accordent pour dire que ce double incendie de Satricum en 377 et 346 ne représente en fait qu'un seul et même évènement. Karl Julius Beloch, estimant que les Romains n'ont pu noter une attaque latine sur Satricum, considère que l'incendie de 377 est une projection anticipée de celui de 346. Stephan P. Oakley est d'un avis contraire, pensant que les historiens antiques sont moins susceptibles d'inventer un incendie par les Latins que par les Romains. Bien que le double sauvetage miraculeux du temple est considéré comme une duplication d'un même évènement, cela ne veut pas dire Satricum n'a pas été capturée à la fois en 377 et en 346. Des fouilles archéologiques ont confirmé que seul le temple de Mater Matuta survit à Satricum après le milieu du IVe siècle av. J.-C.
La fondation de colonies romaines et l'attribution de terres dans la région pontine semblent montrer qu'à cette époque les Volsques ne représentent plus une menace sérieuse pour la puissance romaine. Après deux décennies de conquête et de consolidation réussies, Rome entre maintenant dans une ère de luttes internes et de réformes politiques.

### Opérations contre Velitrae (370-367)
Selon la chronologie traditionnelle romaine, les années 375-371 sont censées être une période d'anarchie pendant laquelle aucun magistrat curule n'est élu à Rome. Les historiens modernes considèrent que l'anarchie n'a pas duré plus d'une année et que son extension sur cinq ans est due aux tentatives des historiens antiques de synchroniser l'histoire grecque et romaine,. L'apparente pause de six années dans le conflit romano-volsque est donc trompeur.

#### Le récit des auteurs antiques
| Velitrae · Tusculum                   |
| Localisation de Velitrae et Tusculum. |
| Velitrae · Tusculum                   |

Tite-Live choisit de centrer son récit pour les années 376-367 sur les luttes politiques internes à Rome qui ont mené à la décision de 367 de remplacer les tribuns consulaires par deux consuls élus chaque année et à l'ouverture de cette magistrature aux plébéiens. Il ne fait que de brèves références aux affaires externes de Rome.
Il écrit qu'en 370, les Velitraens attaquent le territoire romain et Tusculum. Une armée de secours brise le siège de Tusculum et assiège à son tour Velitrae. Ce siège est alors censé durer un certain nombre d'années sans aucune mention de ce qui s'y passe, jusqu'à ce qu'il se termine avec le succès des Romains en 367. Selon Plutarque, Velitrae est abandonnée à Camille, dictateur pour la cinquième fois en 367, sans combat. La capture de Velitrae est le dernier exploit de Camille, puisqu'il sera victime d'une épidémie de peste qui ravage Rome en 365.

#### L'avis des historiens modernes
Le siège de Velitrae sur plusieurs années est très improbable. Il y a peut-être eu une série de campagnes annuelles de la part de Rome jusqu'à sa capture finale. Après cet évènement, Tite-Live ne mentionne plus de conflit entre Velitrae et Rome jusqu'en 357.

## Les guerres romano-volsques de 358 à 341

### Contexte
En 358, Rome forme deux nouvelles tribus, les Pomptina et Publilia. Il est clair que la Pomptina est établie dans la région pontine où Rome, après les guerres victorieuses des décennies précédentes, doit désormais avoir une prise ferme. L'emplacement de la Publilia est moins sûr, les historiens modernes la localisent parfois sur les terres prises aux Herniques après la guerre romano-hernique, mais il est aussi possible qu'elle soit également située dans les marais pontins,,.

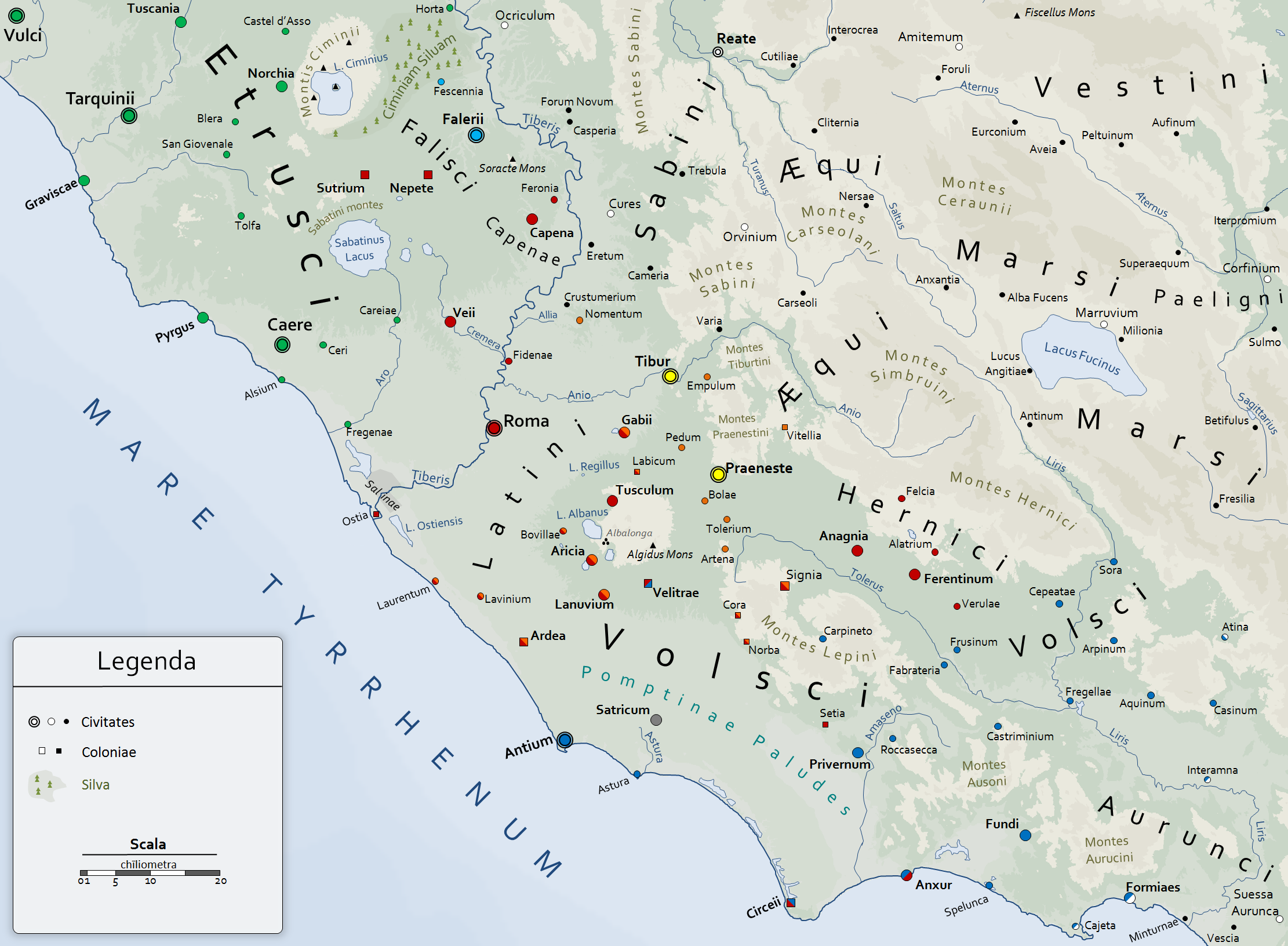
Carte du Latium après la victoire romaine sur les Herniques et le renouvellement partielle du Fœdus Cassianum en 358.
Légende des couleurs des cités et des colonies :

- Étrusques
- Falisques
- Romains
- Colonie romano-latine peuplée majoritairement de Volsques
- Ville latine dominée par Rome
- Colonie romano-latine
- Latins neutres
- Latins en guerre contre Rome entre 361 et 354[N 1]
- Volsques
- Cité volsque ou aurunce (ou samnite pour Atina)
- Peuples neutres : Ombriens, Sabins, Vestins, Èques, Marses, Péligniens et Aurunces

### Première guerre avec Privernum (358-357)

#### Le récit des auteurs antiques
| Privernum                  |
| Localisation de Privernum. |
| Privernum                  |

Tite-Live rapporte également qu'en cette même année 358, Privernum d'abord puis Velitrae ensuite mènent des raids en territoire romain.
Les Romains confient le commandement de la guerre contre Privernum à un des consuls de 357, Caius Marcius Rutilus. Le territoire de Privernum a longtemps été en paix et l'armée de Marcius amasse une énorme quantité de butin. Le consul laisse la totalité du butin à ses soldats et ne garde rien pour l'État. Les Privernates ont construit un camp retranché devant leurs murs. Les Romains le prennent d'assaut et s'apprêtent à attaquer la ville lorsque les Privernates se rendent. Les Fasti triumphales rapportent que Marcius Rutilus célèbre un triomphe contre les Privernates le 1er juin 357.
Selon Tite-Live, en 353, les Latins rapportent à Rome que les Volsques rassemblent une armée destinée à ravager le territoire romain. Le commandement de cette guerre est donné au consul Marcus Valerius Publicola (en). Il établit son camp à Tusculum mais revient à Rome pour nommer un dictateur lorsque la guerre menace avec la ville de Caeré.

#### L'avis des historiens modernes
C'est la première apparition de Privernum dans l'histoire romaine. C'est une puissante cité de la vallée d'Amaseno, située à cette époque à la limite sud-est de la zone d'influence romaine. Tite-Live ne semble pas considérer Privernum comme une ville volsque, mais plusieurs autres sources antiques attestent que c'est le cas.
La seule mention des Volsques pour les années 350 suggère qu'ils sont subjugués et ne présentent alors plus de danger dans l'immédiat pour l'expansion romaine.

### Défaite d'Antium, de Satricum et de Sora (346-345)

#### Le récit des auteurs antiques
| Satricum · Antium · Sora                  |
| Localisation de Antium, Satricum et Sora. |
| Satricum · Antium · Sora                  |

Tite-Live affirme que les Antiates ont reconstruit Satricum en 348.
Puis, en 346, des nouvelles parviennent à Rome que des émissaires d'Antium tentent de convaincre les Latins d'attaquer Rome. Le consul Marcus Valerius Corvus marche sur Satricum avec son armée et engagent les Antiates et d'autres troupes volsques dans la bataille. Les Volsques se réfugient dans Satricum mais se rendent au moment où les Romains s'apprêtent à lancer leur assaut. 4 000 hommes et de nombreux non combattants sont faits prisonniers. Satricum est mise à sac et incendiée, seul le temple de Mater Matuta est épargné. Les prisonniers apparaissent au triomphe du consul puis sont vendus, apportant une grosse somme au trésor public. Selon certaines sources de Tite-Live, ces prisonniers sont des esclaves capturés à Rome, mais il trouve plus plausible qu'ils soient des prisonniers de guerre. Les Fasti triumphales notent un triomphe célébré par Valerius Corvus sur les Antiates et les Satricans le 1er février 346.
Tite-Live note que les consuls de 345 s'emparent de Sora volsque, située dans la vallée du Liris par une attaque surprise.

#### L'avis des historiens modernes
Les historiens modernes considèrent souvent que les deux destructions de 377 et 346 de Satricum, avec le sauvetage miraculeux du temple de Mater Matuta, comme la duplication d'un même évènement,. La ville est censée être reconstruite en 348, mais c'est probablement une invention d'un annaliste tardif pour expliquer comment Satricum peut être détruite la deuxième fois. Des fouilles archéologiques ont confirmé que seul le temple de Mater Matuta survit à Satricum après le milieu du IVe siècle av. J.-C.. Toutefois, si la double destruction de Satricum est peut-être non historique, il est possible que cette ville puisse être le théâtre d'affrontements à la fois en 377 et en 346.
L'affirmation concernant les 4 000 prisonniers capturés, qu'ils soient esclaves ou prisonniers de guerre, est probablement une invention ultérieure qui ne repose sur aucun document authentique.
Concernant la prise de Sora, c'est la première campagne romaine connue dans la vallée du Liris, rendue possible par leur victoire peu de temps auparavant sur les Herniques. Cette capture peut représenter une nouvelle politique romaine visant à détruire complètement le pouvoir des Volsques. Sora apparaît ensuite dans la deuxième guerre samnite lorsque les Samnites s'en emparent au détriment des Romains en 315. On ignore par contre si Rome a un contrôle continu de la cité entre 345 et 315. Les opérations romaines suivantes contre les Volsques du Nord datent seulement de 329.

### Guerres contre Privernum et Antium 341
| Antium · Satricum · Privernum                  |
| Localisation de Antium, Satricum et Privernum. |
| Antium · Satricum · Privernum                  |

#### Le récit des auteurs antiques
En 343, la première guerre samnite éclate entre Rome et les Samnites concernant le contrôle de la Campanie et, en 342, selon plusieurs auteurs antiques, Rome fait face à des troubles civils et à une mutinerie de l'armée plébéienne. Tite-Live écrit que les Privernates exploitent la situation pour faire une incursion soudaine et dévaster les colonies romaines de Norba et de Setia.
Des nouvelles parviennent également à Rome qu'une armée volsque menée par les Antiates se concentre autour de Satricum. Les Romains confient la guerre contre Privernum et Antium au consul Caius Plautius Venno de l'an 341, tandis que son collègue Lucius Aemilius Mamercinus fait campagne contre les Samnites. Plautius vainc une première fois les Privernates et capture leur ville. Une garnison romaine est imposée et les deux tiers de leur territoire confisqués. Ensuite, Plautius marche contre les Antiates à Satricum. Une dure bataille s'ensuit interrompue par un orage et les Volsques se retirent à Antium pendant la nuit, laissant derrière eux leurs blessés et leurs bagages. Les Romains récupèrent une grande quantité d'armes et le consul ordonne de faire brûler le camp volsque comme sacrifice pour Lua Mater. Il ravage ensuite le territoire volsque le long de la côte.

#### L'avis des historiens modernes
Les Volsques sont motivés dans leur guerre contre Rome par la possibilité de profiter du fait que Rome est déjà en guerre contre les Samnites en Campanie et qu'elle doit en outre faire face à des troubles internes et en plus par la perspective inquiétante de voir Rome prendre le contrôle de la Campanie et ainsi encercler le territoire volsque. Toutefois, plusieurs éléments du récit de Tite-Live sont contestés par les historiens modernes.
Une prise romaine de Privernum est aussi notée en 329 lorsque Lucius Aemilius Mamercinus accède au consulat pour la deuxième fois avec Caius Plautius Decianus pour collègue. Certains historiens modernes considèrent donc la guerre de 341 comme non historique et comme une projection anticipée de celle de 329. Un argument en faveur de cette théorie est que l'établissement de la tribu Ufentina par les Romains sur l'ancien territoire de Privernum n'apparaît que sur le recensement de 318 et non sur celui de 332. Il n'est cependant pas invraisemblable en soi que Rome ait mené plusieurs guerres contre Privernum, les noms des consuls pour les deux guerres n'étant alors qu'une coïncidence. La garnison romaine de Privernum, si elle est historique, n'est pas restée très longtemps en place.
La campagne contre les Antiates pose un problème moins grave. La bataille interrompue par une tempête est probablement une invention ultérieure. Le sacrifice des armes saisies à Lua Mater peut aussi avoir été inventé. Mais en dépit de ces embellissements ultérieurs, il n'y a pas de raisons fondamentales de rejeter la lutte d'Antium contre Rome en 341.

## Soumission des Volsques
Les Volsques rejoignent les Latins dans leur dernière lutte contre la domination romaine lors de la guerre latine entre 340 et 338 av. J.-C. Rome sort une nouvelle fois victorieuse du conflit, les villes volsques sont intégrées à la République romaine et reçoivent divers statuts romains avec des droits politiques différents.
La tribune aux harangues du Forum Romanum est décorée de six éperons de navires ennemis capturés lors de la bataille navale d'Antium de 338 av. J.-C., bataille suivie par la prise de la capitale des Volsques.
Les revers romains lors des guerres samnites produisent une certaine agitation parmi les Volsques, sans pour autant avoir d'impact durable, et ils sont définitivement incorporés dans la République romaine à la fin des guerres samnites.